# Helge Bresling
Helge Bresling (f. Pedersen 30. marts 1923 i København - 24. august 1994) var en dansk fodbold- og håndboldspiller. Han spillede håndbold for klubberne H37 og KH og nåede 13 håndboldslandskampe. Han var VM-sølv vinder 1948 i markhåndbold. Som fodboldspiller var han på B.1903s 1.hold.
Helge Breslings far Viggo Pedersen deltog ved OL i Stockholm 1912 og vandt otte danske mesterskab og satte 14 danske løbe rekorder. Hans brødre Otto og Poul var begge på B.1903s førstehold. Otto spillede en landskamp og gjorde det så overbevisende, at det indbragte ham titlen som Årets Fund i dansk idræt 1940.